# بيتر فاريل (سياسي)
بيتر فاريل (بالإنجليزية: Peter Farrell) هو سياسي أمريكي، ولد في 12 يونيو 1983، بالإسكندرية في الولايات المتحدة. حزبياً، نشط في الحزب الجمهوري.